# Сент-Мари-о-Шен
Сент-Мари-о-Шен (фр. Sainte-Marie-aux-Chênes) — коммуна на северо-востоке Франции, регион Гранд-Эст (бывший Эльзас — Шампань — Арденны — Лотарингия), департамент Мозель. Входит в кантон Маранж-Сильванж.

## Географическое положение

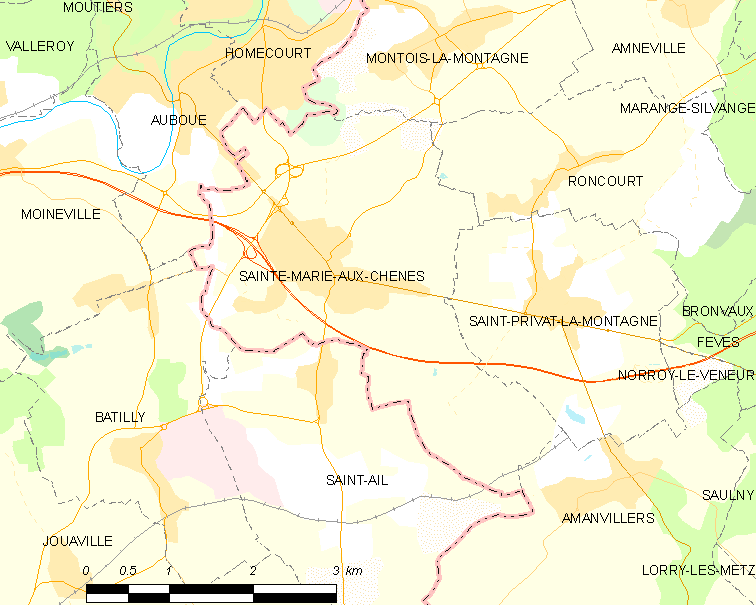
Сент-Мари-о-Шен на карте Франции.

Сент-Мари-о-Шен расположен в 280 км к востоку от Парижа и в 13 км к северо-западу от Меца.

## История
- В галло-романскую эпоху в окрестностях Сент-Мари находилась древнеримская вилла " Harris villa " и поселение вокруг неё.
- Входил в бывшее герцогство Бар, прево де Брие.
- В 1790 году вошёл вместе с герцогством в состав Франции.
- После поражения Франции во франко-прусской войне 1870—1871 годов вместе с Эльзасом и департаментом Мозель был передан Германии по Франкфуртскому миру и был частью Германии до 1918 года, когда по Версальскому договору вновь перешёл к Франции.

## Демография
| Год  | Численность | Численность |
| ---- | ----------- | ----------- |
| 1968 | 3365        | [ 6 ]       |
| 1975 | 3326        | [ 6 ]       |
| 1982 | 3317        | [ 6 ]       |
| 1990 | 3302        | [ 6 ]       |
| 1999 | 3328        | [ 6 ]       |
| 2006 | 3553        | [ 6 ]       |
| 2011 | 3894        | [ 6 ]       |
| 2013 | 4025        |             |
| 2015 | 4104        | [ 7 ]       |
| 2016 | 4203        | [ 8 ]       |
| 2017 | 4216        | [ 9 ]       |
| 2018 | 4289        | [ 10 ]      |
| 2019 | 4350        | [ 11 ]      |
| 2020 | 4463        | [ 12 ]      |
| 2021 | 4505        | [ 13 ]      |
| 2022 | 4512        | [ 3 ]       |

## Достопримечательности
- Следы галло-романской культуры.

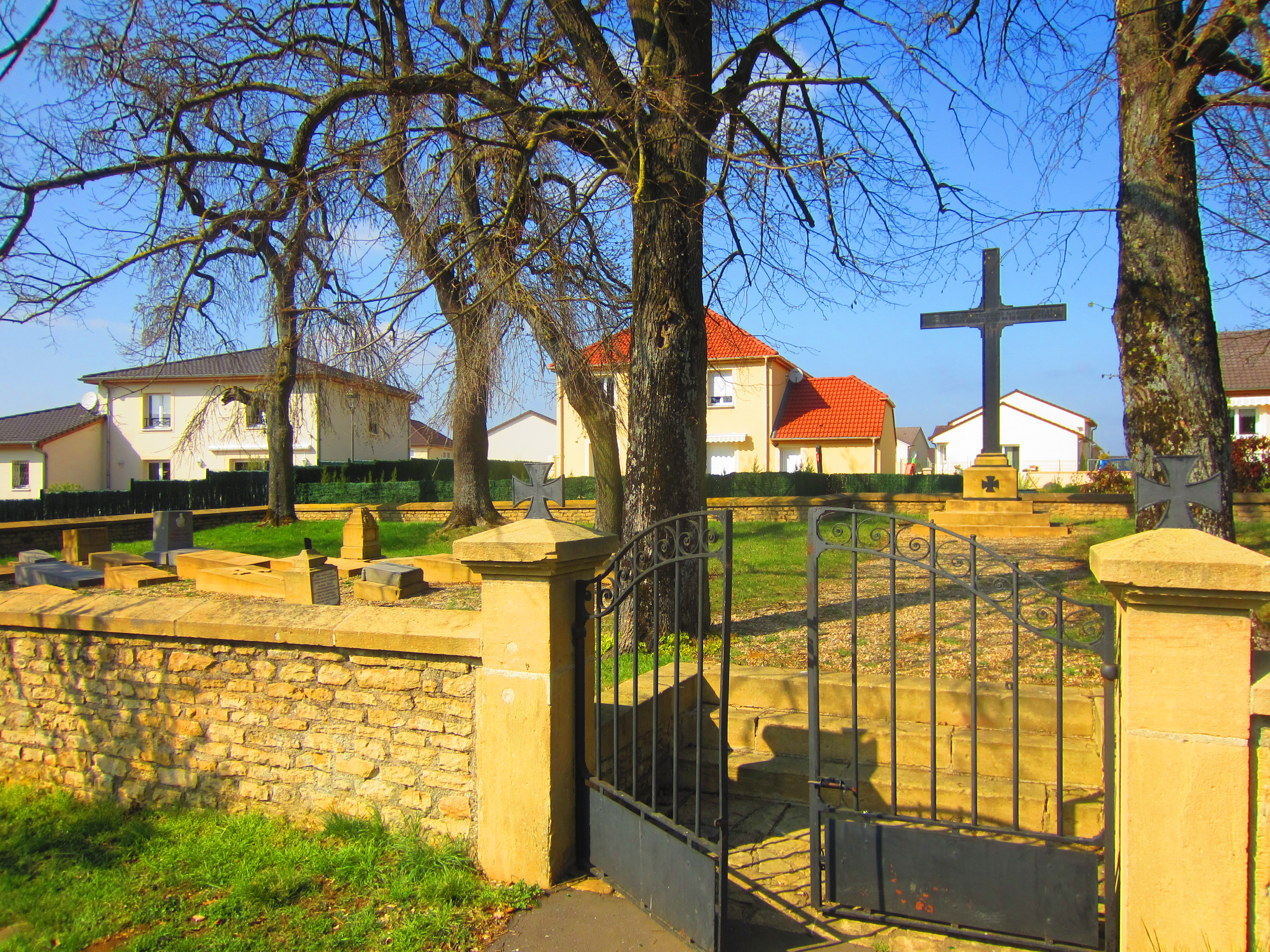
Германское военное кладбище.

- Германско-французское военное кладбище времён франко-прусской войны.
- Церковь Сент-Мари, неф 1773 года, готические хоры, романская колокольня XII века, фрагмент деревянной статуи Девы Марии XV века.
- Оссуарий